# Iryna Chariw
Iryna Myrosławiwna Chariw-Czychradze (ukr. Ірина Мирославівна Харів-Чихрадзе; ur. 22 października 1989) – ukraińska zapaśniczka walcząca w stylu wolnym. Brązowa medalistka mistrzostw świata w 2014. Wicemistrzyni Europy w 2009 i akademickich MŚ w 2010. Ósma na igrzyskach europejskich w 2019. Trzecia w Pucharze Świata w 2010 i szósta w 2017. Wicemistrzyni Europy juniorów w 2007 roku.